# Conostethus venustus
Conostethus venustus is een wants uit de familie van de blindwantsen (Miridae). De soort werd het eerst wetenschappelijk beschreven door Franz Xaver Fieber in 1858.

## Uiterlijk
De redelijk langwerpig ovaal gevormde, grotendeels lichtgroene blindwants is macropteer (langvleugelig) en kan 2,5 tot 3 mm lang worden. De poten zijn ook groen van kleur, de antennes vrij licht. Net als bij de andere Nederlandse soorten uit dit geslacht loopt er een dunne lichte middenstreep in de lengte over het halsschild en scutellum. Vaak zijn de voorvleugels aan de binnenrand rood gekleurd met grijze putjes. Het doorzichtige, lichtgrijze deel van de voorvleugels heeft rode aders.

## Leefwijze
De wantsen leven op kamillesoorten zoals echte kamille (Matricaria chamomilla), valse kamille (Anthemis arvensis), schijfkamille (Matricaria discoidea) en reukeloze kamille (Tripleurospermum maritimum). Er zijn twee generaties per jaar. De volgroeide wantsen kunnen van mei tot oktober waargenomen worden en ze overwinteren als eitje.

## Leefgebied
Van oorsprong komt de wants uit het Middellandse Zeegebied en sinds 1981 wordt hij ook steeds vaker in Nederland waargenomen met uitzondering van het noorden. Het verspreidingsgebied is Palearctisch van Europa tot in Azië en Noord-Afrika.